# Строгальщиков (фамилия)
Строгальщиков — русская фамилия, которая когда-то являлась отчеством от прозвища по профессиональной специализации. Носители этой фамилии и этого прозвища были зафиксированы в городе Вологде в XVII—XIX веках: бобыль Дмитрий Строгальщиков (1711 год), посадская вдова Елена Строгальщикова (1745 год) и др.
В основе фамилии лежит слово «строгальщик», которое в древнерусском языке чаще всего означало плотника или того, кто строгает, стружит. Однако, предполагается, что такое название не могло закрепиться за этой специальностью постоянно, то есть — не могло и служить основой фамилии. Поэтому существует версия, что фамилия Строгальщиков ведёт своё происхождение от слова «строгальщик», которое обозначало работника, имеющего дело с обработкой кожи.